# 胡康河谷

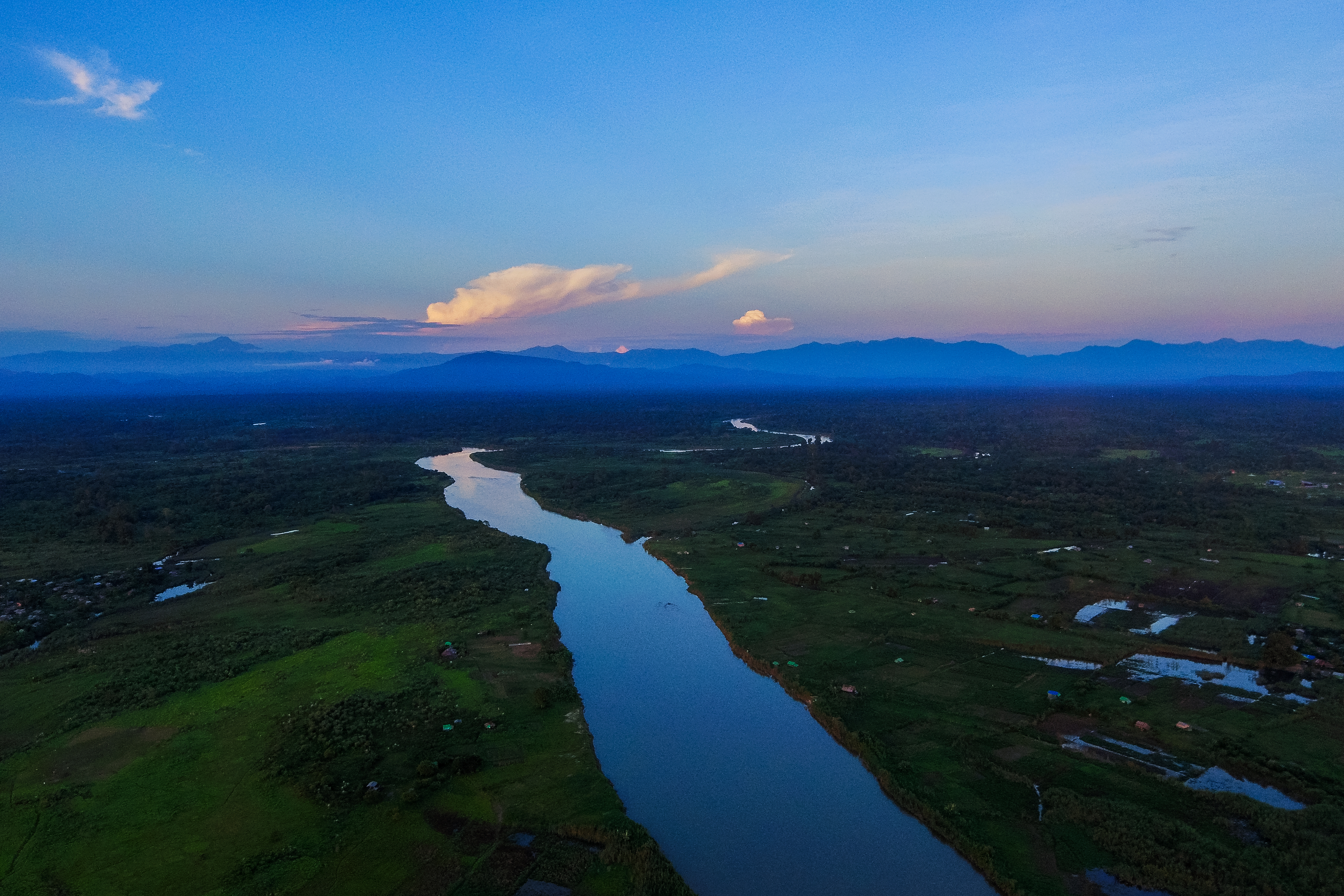
Aerial photo of Hukawng Valley

胡康河谷，部分译为胡冈谷地，位于缅甸北部钦敦江上游地区，由达罗盆地和新平洋盆地组成，山高林密。胡康在缅文的意思为“魔鬼居住的地方”。全世界已經探明宝石级的翡翠原料大多产于胡康河谷附近的克钦邦地区。

## 歷史
1942年，中国远征军第5军撤退时，曾經闯入胡康河谷。翌年，中国远征军新22师和新38师在此与入侵缅甸的日本軍隊激战，史称“胡康河谷战役”（日本称為“富昆河谷战役”）。中国远征军与日军在胡康河谷的作战地方主要集中在达罗盆地。
第二次世界大战后期，有關方面修建的中印公路穿越胡康河谷。
現時，克钦独立军經常在胡康河谷附近地区活动，并且控制着该区域的部分资源开发。

## 领土争议
中华民国曾經表明南坎、江心坡、野人山和胡康河谷等仍然为中国领土，後來不再提及。

## 動物
胡康河谷北部、東部和西部由陡峭的山脈環繞，原為老虎的棲息地，但老虎的數量因非法狩獵與獵物減少而大量減少，可能只剩50隻。 2004年，緬甸政府在此地建立了世界上最大的老虎保護區胡康河谷老虎保護區，面積約2,500平方英里（6,500平方公里）；政府2010年將整個胡康河谷劃入保護區，面積擴大到21,800平方公里，成為東南亞大陸最大的自然保護區。
極為罕見的葉麂，也是在胡康河谷首度發現。

## 相關書目
- 龍中，1987，中國西南邊疆變遷史。昆明：雲南教育出版社。

1. ↑  . Time. 2010-08-04  [2018-02-27]. （原始内容存档于2020-08-08）.（英文）
2. ↑  . Wildlife Conservation Society. 2010-08-03  [2018-02-27]. （原始内容存档于2019-05-02）.（英文）